# Бордо — Мериньяк
Бордо́ — Меринья́к — международный аэропорт, расположенный на территории коммуны Mérignac на западе Bordeaux в департаменте Gironde, регион Северная Аквитания. Аэропорт является базовым для таких компаний Air France и Volotea. В основном вылеты совершаются на столичном, европейском и северо-африканском направлениях. Он принял 5,8 млн пассажиров в 2016 году в трех терминалах, таким образом, Бордо-Мериньяк — шестой по загруженности аэропорт Франции с точки зрения пассажиропотока.

## История

### Появление аэродрома Бо-Дезер
В 1910 году в городе Мериньяк, в месте под названием Бо-Дезер, арендуется большая пустая площадь для целей организации недели авиации, ставшей в значительной мере успешной. Для участия в ней пилот Бйеловучич совершил первый полет из Парижа в Бордо в три этапа в течение трех дней и семи часов.
В 1911 году в возрасте 23 лет, Марсель Иссартьер покупает самолет и поселились первые в Villenave-d'Ornon затем в Мериньяка. Облегчив много встреч в регионе, он был мобилизован. Авиационное оружие войны в зачаточном состоянии, есть много несчастных случаев, особенно в процессе обучения. Таким образом qu'Issartier был убит в Avord лагере в 1914 году.
Затем вспыхивает Первая мировая война и некоторые заводы Бордо перепрофилированы для военных целей. В 1918 году промышленное предприятие De Marçay в Bacalan SPAD VII, вступив фронт от аэродрома Beau пустыни. В апреле 1917 года Соединенные Штаты объявили войну Германии. Они обосновываются в Жиронде, в том числе в месте Бо-Дезер, где они создают госпиталь, в который по железной дроге свозятся ранеными до репатриации.